# Otacilia onoi
Otacilia onoi là một loài nhện trong họ Phrurolithidae.
Loài này thuộc chi Otacilia. Otacilia onoi được Christa L. Deeleman-Reinhold miêu tả năm 2001.